# フォックスホール・パーカー
フォックスホール・アレクサンダー・パーカー・シニア（英語：Foxhall Alexander Parker, Sr.、1788年 - 1857年11月23日）はアメリカ海軍の士官。

## 経歴
バージニア州ウェストモアランド郡に生まれる。1808年1月1日、士官候補生として海軍に入る。米英戦争中には捕虜になったことがある。1813年3月9日に大尉に昇進、1825年3月3日には中佐、1825年3月3日には大佐に昇進した。
大尉時代の1821年、帆走フリゲート・コンスティチューションに配属されたことがあったが、1842年にはその艦長となった。1843年から1845年にかけては東インド艦隊、1851年には本国艦隊（Home Squadron）の指揮をとった。